# Jagielnica II (gmina)
Jagielnica II – dawna gmina wiejska w powiecie czortkowskim województwa tarnopolskiego II Rzeczypospolitej. Siedzibą gminy była wieś Jagielnica, która stanowiła odrębną gminę Jagielnica I.
Gminę utworzono 1 sierpnia 1934 w ramach reformy na podstawie ustawy scaleniowej z dotychczasowych gmin wiejskich: Chomiakówka, Dolina, Nagórzanka, Salówka, Szulhanówka i osada Kościuszkówka z gminy Bazar.
Od września 1939 r. do lipca 1941 r. gmina znajdowała się pod okupacją ZSRR, a 1 sierpnia 1941 weszła w skład Generalnego Gubernatorstwa i nowo utworzonego dystryktu Galicja, gdzie jednocześnie została zniesiona przez włączenie do nowo utworzonej gminy Jagielnica w powiecie czortkowskim (Kreishauptmannschaft Czortków).
Po II wojnie światowej obszar dawnej gminy znalazł się na terytorium ZSRR.